# Sinhropter
Sinhropter (ang. Synchropter tudi Intermeshing Rotors) je konfiguracija rotorjev na helikopterju, pri katerem sta rotorja nameščena vsak na svojo gred in se vrtita v nasprotni smeri. Gredi sta malo nagnjeni in vrtenje je sinhronizirano, tako da se rotorja ne dotikata med delovanjem. 
Konfugiracija je podobna koaksialnim rotorjem, pri kateri sta rotorja nameščena na dve koaksialni gredi (ena gred nameščena znotraj druge), pri kateri se isto vrtijo rotorja v nasprotnih smereh.
Obe konfiguraciji ne potrebujeta repnega rotorja, ker se momenta nasproti rotirajičih rotorjev izenačita. To poveča izkoristek in zmanjša potrebno moč. Pri konvencionalnem helikopterju se okrog deset odstotkov moči motorja porabi za vrtenje repnega motorja.
Večina sinhropterjev ima dva kraka na rotor, izjema je npr. Kellett XR-10
Tehniko je razvil Anton Flettner za majhen protipodmorniški helikopter Flettner Fl 265 in pozneje Flettner Fl 282 Kolibri.
Med Hladno vojno je ameriško podjetje  Kaman Aircraft izdelovale sinhropterje HH-43 Huskie za zračno gašenje požarov. Eksperimentalni sinhropter Kaman K-225 je postal prvi turbinsko gnani helikopter na svetu. Zadnji proizvod družbe Kaman K-MAX je zmogljiv tovorni helikopter.